# Taylor Griffin
Taylor Griffin (Oklahoma City, Oklahoma, 18 de abril de 1986) es un exjugador de baloncesto estadounidense que jugó como profesional durante siete temporadas. Con 2,00 metros de altura, lo hacía en la posición de ala-pívot. Es hermano del también exjugador profesional Blake Griffin.

## Trayectoria deportiva

### Universidad
Tras haber sido elegido Jugador del Año del estado de Oklahoma en su etapa de high school en 2005,  jugó durante cuatro temporadas con los Sooners de la Universidad de Oklahoma, en las que promedió 6,6 puntos y 4,8 rebotes por partido. Su partido más completo lo disputó en su última temporada, en la que promedió 9,6 puntos y 5,8 rebotes, ante Texas Tech, consiguiendo 22 puntos, 8 rebotes y 2 asistencias.

### Profesional
Fue elegido en la cuadragésimo octava posición del Draft de la NBA de 2009 por Phoenix Suns, con quienes firmó contrato en el mes de agosto. Curiosamente también fue elegido en el draft de los Harlem Globetrotters. Jugó dos partidos con los Suns, antes de ser enviado al equipo de la NBA D-League de los Iowa Energy. Fue repescado a los pocos días, y finalmente despedido el 26 de julio de 2010. 
El 3 de agosto de 2010 fichó por el Belgacom Liège de la liga belga.
El 10 de diciembre de 2011, firma con los Charlotte Bobcats, pero fue cortado el 23 de diciembre sin debutar con el equipo. El 9 de enero de 2012, fue fichado por los Dakota Wizards, hasta final de temporada.
En noviembre de 2012, fue adquirido por los Santa Cruz Warriors de la G League. Disputó 48 encuentros en su primera temporada, pero fue cortado en un par de ocasiones, debido a sus lesiones. No llegó a disputar ningún encuentro de la temporada 2013-14, pero el 3 de noviembre de 2014, fue readquirido. Al término de esa temporada, el 26 de abril de 2015, ganó el campeonato de la D-League con los Warriors.
El 13 de agosto de 2015, Griffin firmó con Pallacanestro Trapani de la Serie A2 italiana, donde jugó una temporada.

## Estadísticas de su carrera en la NBA

### Temporada regular
| Año     | Equipo  | PJ | PT | MPP | %TC  | %3P  | %TL  | RPP | APP | ROB | TPP | PPP |
| ------- | ------- | -- | -- | --- | ---- | ---- | ---- | --- | --- | --- | --- | --- |
| 2009–10 | Phoenix | 8  | 0  | 4.0 | .400 | .000 | .500 | 0.3 | .1  | .0  | .2  | 1.3 |
| Total   | Total   | 8  | 0  | 4.0 | .400 | .000 | .500 | 0.3 | .1  | .0  | .2  | 1.3 |